# Suhrkamp Verlag

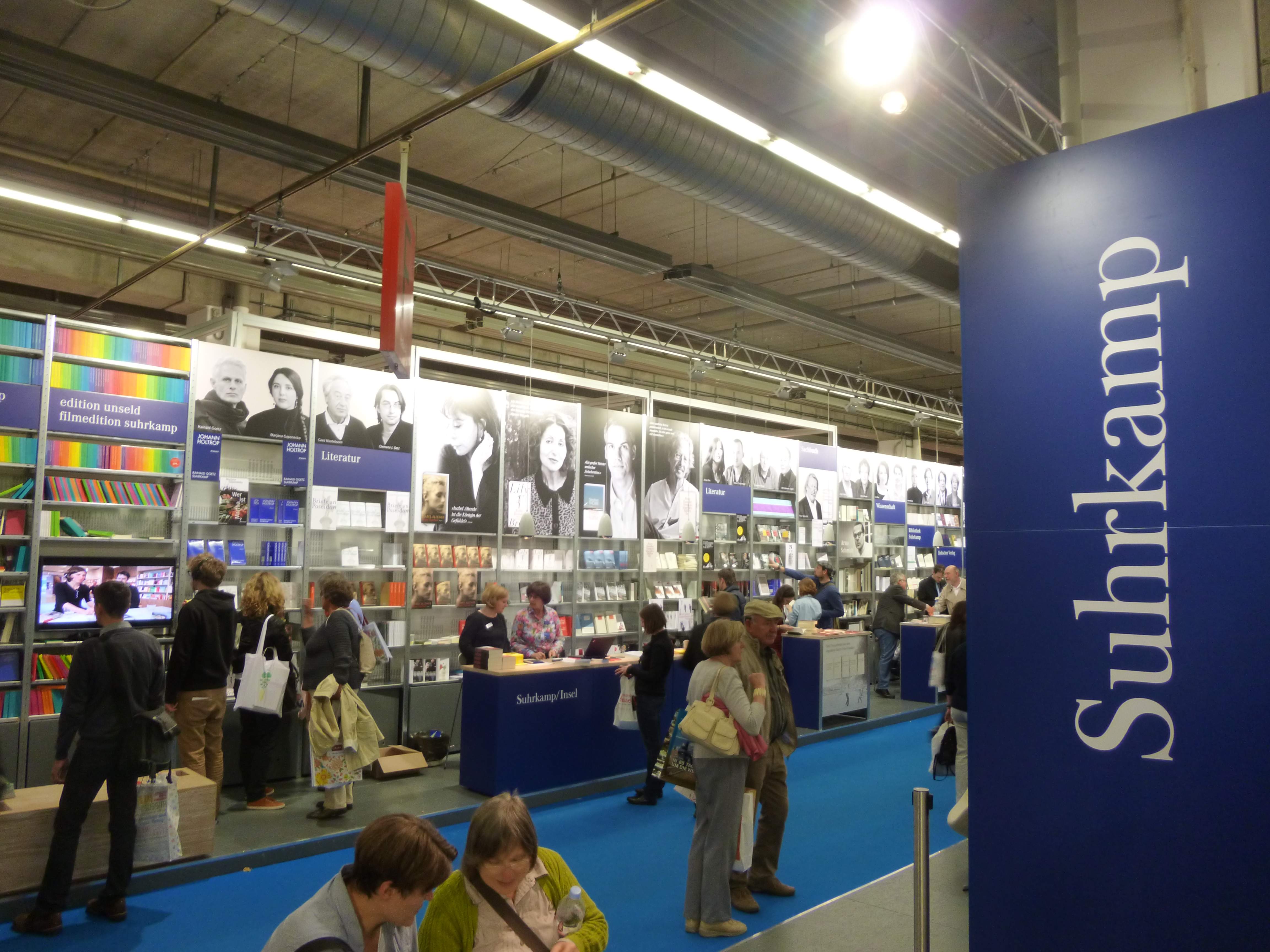
Stoisko wydawnictwa na targach książki we Frankfurcie (2012)

Suhrkamp Verlag AG (pol. Wydawnictwo Suhrkamp) – niemieckie wydawnictwo założone w 1950 roku przez Petera Suhrkampa, z siedzibą w Berlinie.
Myślą przewodnią wydawnictwa sformułowaną przez Siegfrieda Unselda jest to, że wydawnictwo nie zajmuje się promowaniem książek, lecz autorów. Literackie i naukowe zdolności pisarzy są tutaj wartością cenioną najwyżej. Wydawnictwo Suhrkamp skupia się na publikowaniu książek z zakresu literatury i nauki. Współczesna niemiecka literatura jest centralnym punktem rocznego programu wydawnictwa. Nie można jednak zapomnieć o pisarzach klasycznych, takich jak Hermann Broch lub Ödön von Horváth, czy tłumaczeniach literatury światowej. Ważnym elementem jest tutaj również literatura Ameryki Łacińskiej, Hiszpanii czy Portugalii, takich autorów jak Isabel Allende, Octavio Paz czy Mario Vargas Llosa. Również literaturę Europy Wschodniej publikowano w wydawnictwie Suhrkamp., np. autorstwa Konrada, Hrabala czy Lema. W ramach działalności wydawnictwa ważnymi publikacjami są książki z zakresu liryki, literatury dramatycznej, listy, biografie, eseje, kilkutomowe wydania danego tytułu. Jeśli chodzi o nauki humanistyczne socjologia i filozofia są na pierwszym miejscu, z takimi autorami jak Theodor W. Adorno, Walter Benjamin czy Ernst Bloch.

## Historia
Wydawnictwo zostało założone w 1950 roku przez Petera Suhrkampa (w 1932 roku Suhrkamp był redaktorem czasopisma wydawnictwa S. Fischer, Die neue Rundschau, w 1933 roku został członkiem zarządu wydawnictwa, a od 1936 zarządzał nim samodzielnie. W 1942 zmienił nazwę wydawnictwa na Suhrkamp Verlag. W 1944 roku został aresztowany pod zarzutem zdrady kraju, a w 1945 roku zwolniony z obozu koncentracyjnego) po rozdzieleniu wydawnictwa Suhrkamp i Fischer, z siedzibą we Frankfurcie nad Menem. 33 spośród 48 autorów z wydawnictwa Fischer zdecydowało się na współpracę z wydawnictwem Suhrkamp. Dzieła takich autorów jak Hermann Hesse, Rudolf Alexander Schröder, Hermann Kasack, T.S. Eliot, Bernard Shaw, Bertolt Brecht mogły być odtąd wydawane pod szyldem Suhrkamp Verlag.
W roku 1951 powstała seria Biblioteka Suhrkamp (Bibliothek Suhrkamp), w której znajdowały się publikacje wszystkich uznanych pisarzy XX wieku. Rok później do wydawnictwa dołączył Siegfried Unseld, który w 1957 roku otrzymał udziały w firmie, a po śmierci Suhrkampa (1959) kierował wydawnictwem. W 1963 roku Suhrkamp Verlag przejęło wydawnictwo Insel Verlag. W tym samym roku powstała seria „Edycja Suhrkamp” (edition suhrkamp), w której literatura i eseje ukazywały polityczną sytuację zmieniającego się świata. Według germanisty Reinholda Grimma „Biblioteka Suhrkamp” wraz z „Edycją Suhrkamp” tworzyły najważniejszy, niemiecki księgozbiór owych czasów. W roku 1969 przeniesiono wydawnictwo do domu Suhrkampa przy Lindenstraße, we Frankfurcie nad Menem.
W 1971 roku powstała seria „Suhrkamp Książki Kieszonkowe” (Suhrkamp Taschenbuch). Publikacjami, które odniosły największy sukces w tej serii były Homo Faber i Andorra, Maxa Frischa oraz Der Steppenwolf i Siddhartha, Hermanna Hessego. W roku 1973 George Steiner stworzył pojęcie kultury Suhrkampa (Suhrkamp-Kultur). W tym również roku ukazał się pierwszy program serii „Suhrkamp Książki Kieszonkowe, Nauka” (suhrkamp taschenbuch wissenschaft). W roku 1976 w programie wydawnictwa pojawia się literatura Ameryki Łacińskiej, w tym laureaci nagrody Nobla Octavio Paz i Mario Vargas Llosa, a także pisarka Isabel Allende. W 1990 roku nastąpiło przejęcie „Żydowskiego Wydawnictwa” (Jüdischer Verlag). W roku 1998 powstała główna Biblioteka Suhrkamp, w której publikowane są i opatrzone komentarzami główne dzieła literackie wszystkich epok i gatunków.
W 2002 roku zmarł Siegfried Unseld, a dyrektorem wydawnictwa została Ulla Unseld-Berkéwicz. W roku 2005 ukazał się program Suhrkamp „Najważniejsze Biografie” (Suhrkamp BasisBiographien), w którym każdy tom składał się z trzech części: biografii, leksykonu dzieł oraz działalności. W 2006 Bernd Hontschik wydał pierwszy tom serii medizinHuman. Rok później, w ramach „Biblioteki Studenckiej Suhrkamp”, po raz pierwszy ukazały się klasyczne teksty teoretyczne od antyku do teraźniejszości wraz z komentarzami w jednym tomie. W 2008 roku powstała seria „Edycja Unseld” (edition unseld), której celem było przybliżenie czytelnikom w przystępnej formie różnych dziedzin nauki od fizyki, matematyki po filozofię. W tym samym roku powstała również seria Suhrkamp nova, w ramach której publikowano wyłącznie oryginały. W następnym roku ukazał się pierwszy program „Edycja filmowa Suhrkamp” (filmedition suhrkamp) – do płyt DVD dołączano bogate w treści broszury m.in. na temat genezy filmu, życia i dzieł autorów. Od 2009 roku program wydawnictwa został wzbogacony o nową serię powieści kryminalnych w ramach suhrkamp taschenbuch.
W 2010 roku przeniesiono siedzibę wydawnictwa z Frankfurtu nad Menem do Berlina. Z okazji jubileuszu istnienia wydawnictwa ukazały się dwie nowe publikacje na temat historii wydawnictwa: Siegfrieda Unseldsa – Chronik oraz Raimunda Fellingersa – Suhrkamp, Suhrkamp. Autoren über Autoren. W tym samym roku powstała nowa seria „Suhrkamp Sachbuch”, której celem jest połączenie treści naukowych z opowiadaniem.